# Lemgo
Lemgo o en baix alemany Lemge, Lemje és una ciutat del districte de Lippe al nord de l'estat el Rin del Nord-Westfàlia a Alemanya regat pel Bega. El juny 2013 tenia 40674 habitants a una superfície de 100,85 km². L'antiga ciutat hanseàtica esta coneguda per la seva universitat i pel Castell de Brake, en l'actualitat «museu del Renaixement a la vall del Weser».

## Història

### Edat mitjana

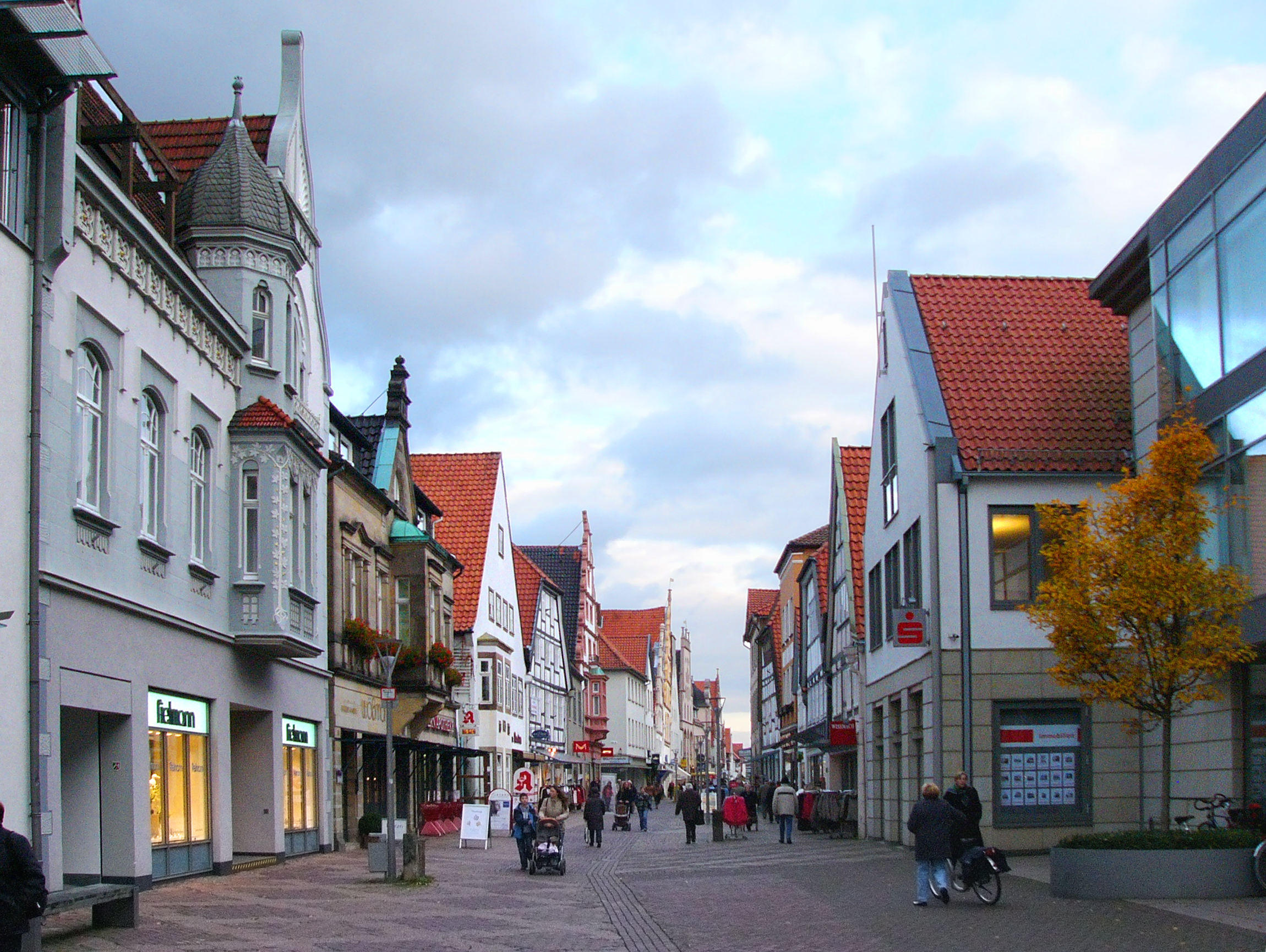
Carrer major Mittelstrasse

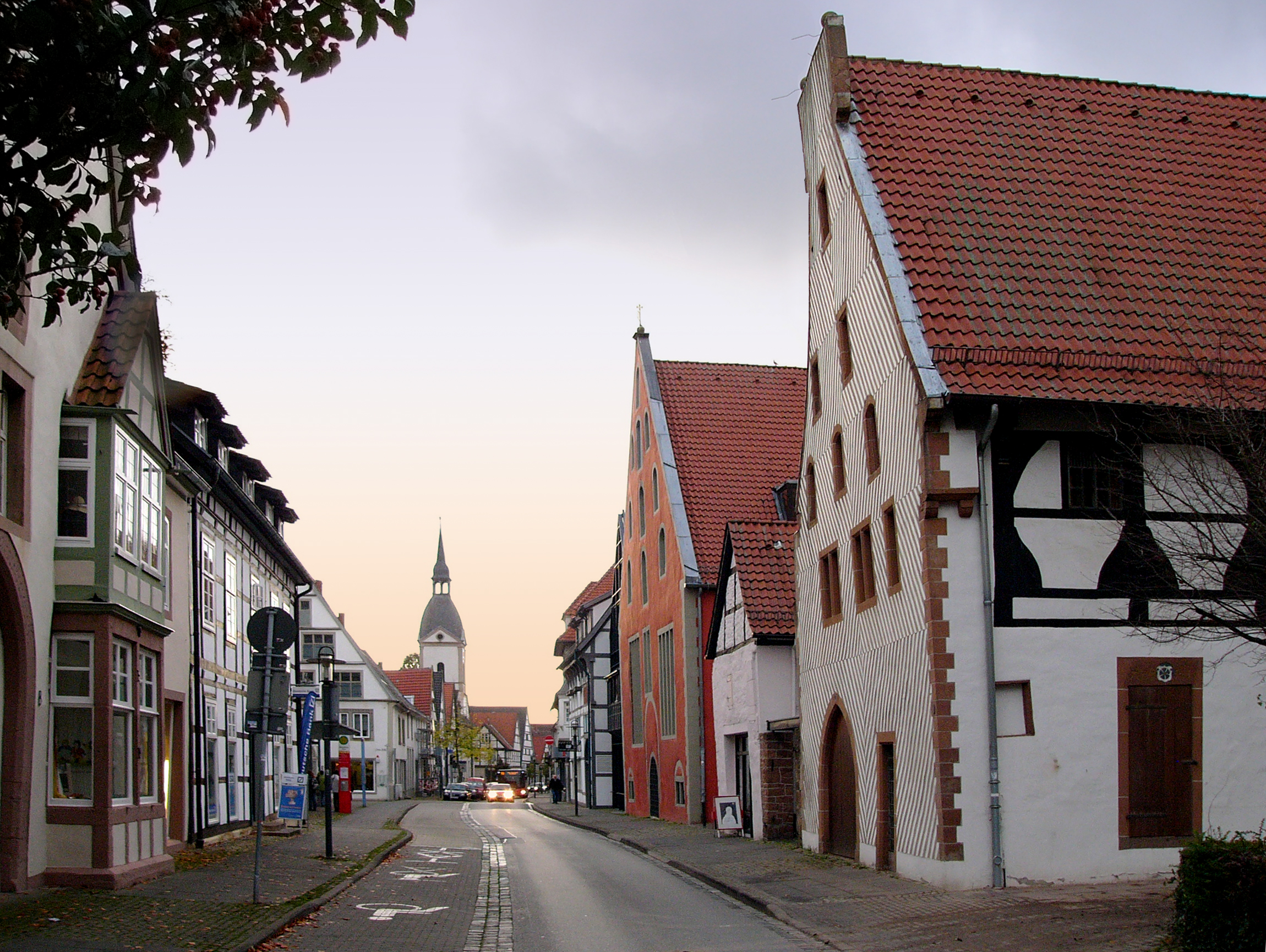
Papenstrasse

El 2009 va excavar-se una tumba d'una persona sebollida segons un ritu cristià al cementiri de l'Església de Joan, la més antiga de la ciutat. El cos va datar-se a l'entorn de l'any 780, el que indica per cert un primer assentament permanent d'origen carolingi.
Els primers esments escrits descrivint la zona on es va desenvolupar la ciutat, Limgauwe o Limga daten de l'inici del segle xi, el mot baix alemany «gauwe» indica una regió més llarga, a la qual hi havia uns quants assentaments dispersos. El Castell de Brake va erigir-se abans del 1190, però en trobar-se al mig de prats molls i pantans a la vall del Bega, el terra era proc apropiat per a crear una ciutat. El comte Bernat II de Lippe va crear la ciutat a una zona seca, a la cruïlla de dues rutes comercials importants: de llevant a ponent Hameln-Herford i de nord a migdia Rinteln-Paderborn, el que en va fer durant segles la ciutat més important del comtat de Lippe. El 1215 va consagrar-se l'església parroquial de Sant Nicolau.
El 1231 la diòcesi de Paderborn hi va instal·lar la seu d'un ardiaca. El 1235 va encunyar la seva pròpia moneda i el 1245 va obtenir els drets de ciutat. El 1295 va postular com a membre de la lliga hanseàtica, però només el 1324 la ciutat va ser acceptada. Els productes principals eren teixits, fils i fibres de lli. Els negociants exportaven cap a Escandinàvia al nord i cap al comtat de Flandes al sud. Per la riquesa podia influir la política dels comtes i contribuir a assegurar la pau a les rutes comercials i obtenir una autonomia fiscal. A l'entorn de l'any 1300 el nombre d'habitants s'estima a uns 3500. La ciutat va crear-se segons un pla de tres carrers paral·leles, de llevant a ponent. El 1265 ja va caldre un eixample, la Neustadt (ciutat nova) inicialment una entitat independent que el 1365 va fusionar dins muralles i fossats comuns. Aquesta estructura determina fins avui el mapa de la ciutat.

### Reforma i caça de bruixes

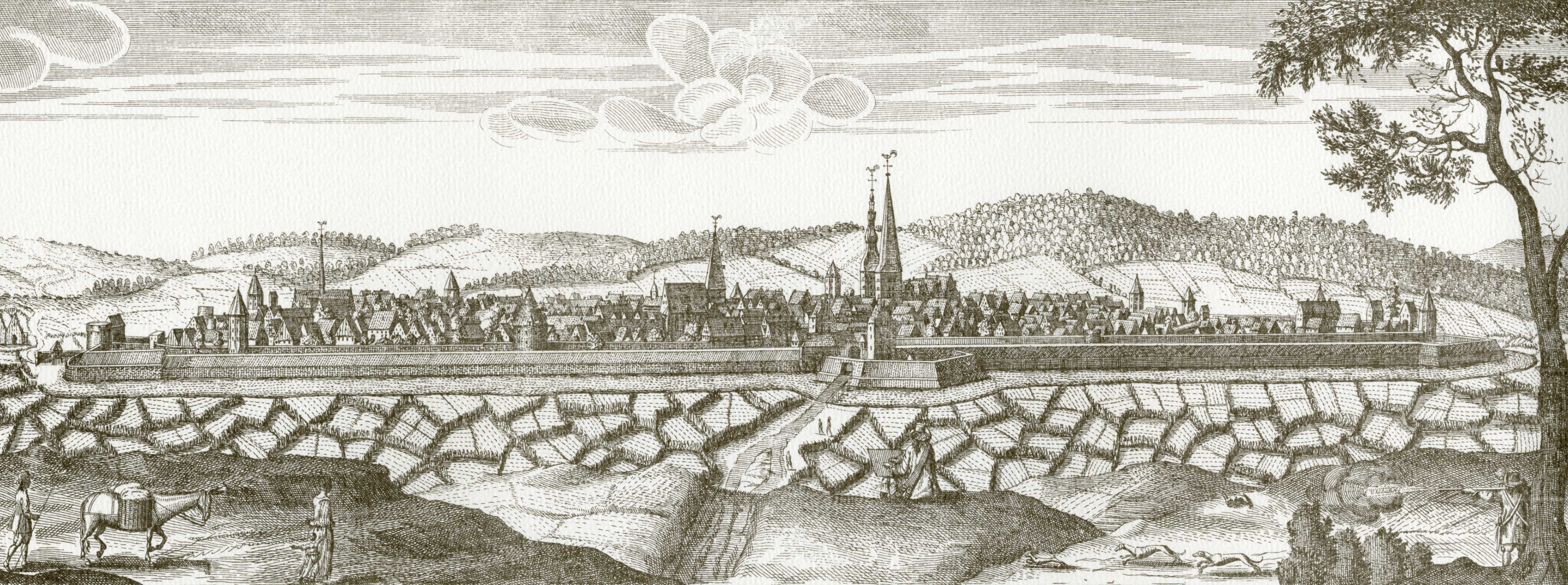
La ciutat el 1663

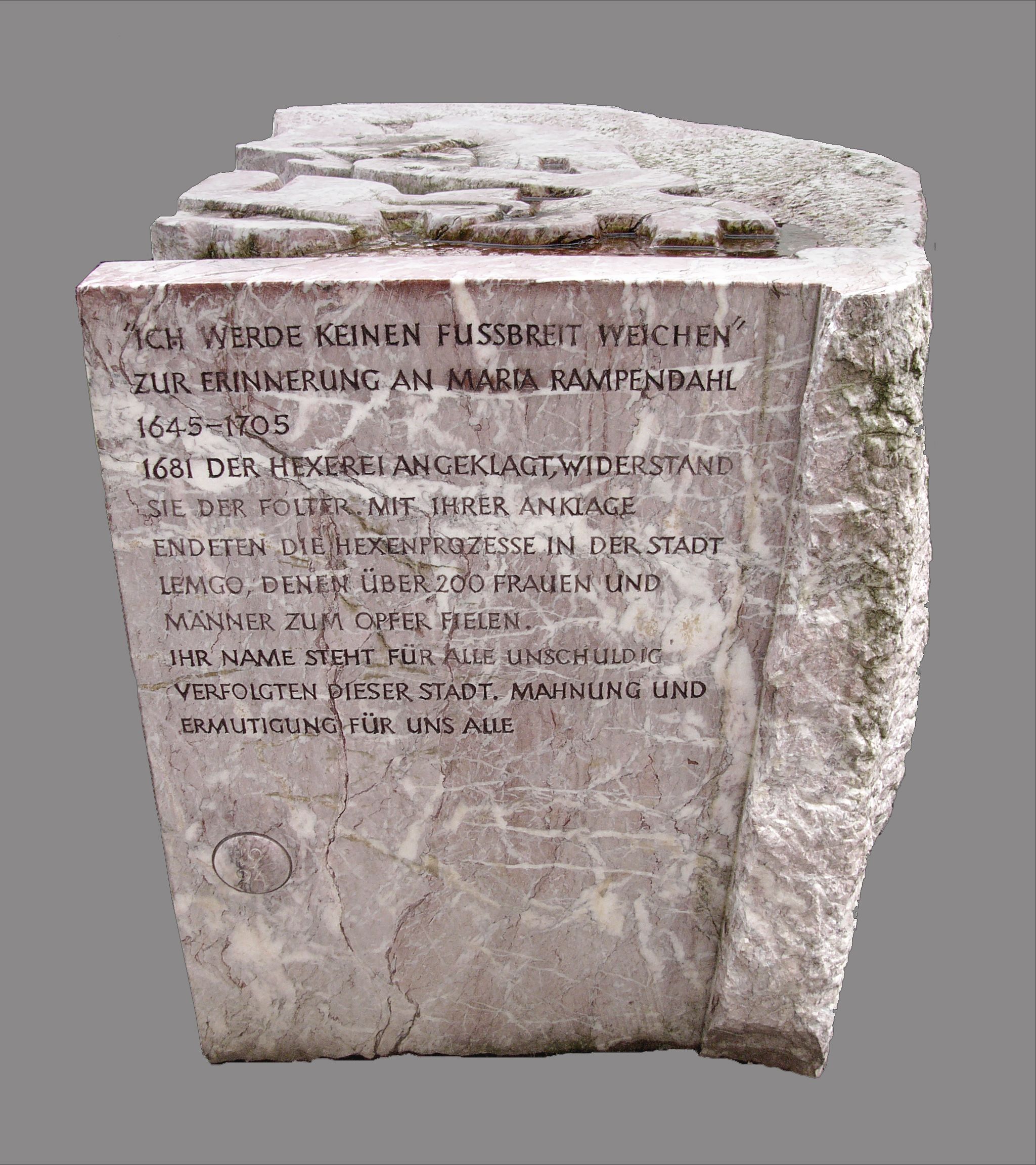
Monument dedicada a Maria Rampendahl i les altres víctimes de la caça de bruixes a l'antic cementiri de l'església de Nicolau

La prosperitat de la ciutat es veu en les façanes de pedra i d'entramat de fusta amb la seva decoració rica i policrom. Per la seva independència econòmica els ciutadans van emancipar-se dels comtes i de l'església. Ja a l'entorn dels anys 1520, divuit anys abans que tot el comtat de Lippe, següint el seu comité, es va haver de convertir a la reforma protestant luterana ja hi va haver un moviment reformatori entre la ciutadania lemgoana. El 1605 el compte Simó VI va convertir-se oficialment a l'església reformada de tendència calvinista el 1605, i aleshores va aplicar-se el principi cuius regio, eius religio a tota la població del seu comtat. Va seguir un conflicte amb la ciutat de Lemgo, que simpatitzava més amb el moviment luterà. Després d'anys de conflicte, es va concloure el pacte de Röhrentrup el 1617 que va acordar a la gent de Lemgo d'optar per al luteranisme.
La Guerra dels Trenta Anys (1618-1648) entre catòlics i protestants va provocar una crisi econòmica per epidèmies de pesta, l'acantonament obligatori de soldats i contribucions a l'esforç de guerra. El comerç, font de riquesa de la ciutat va patir i la ciutat va decaure ràpidament.
L'insecuritat i la crisi van fomentar la recerca de bocs expiatoris, i sota la conducta del burgmestre Hermann Cothmann (1629-1683) va organitzar-se una de les caces de bruixes més virulent de la regió. Fins al 1681 272 dones i homes van ser condemnats i assassinats a la foguera. La darrera acusada, Maria Rampendahl, després de tortura feroç «només» va ser condemnada a l'exili. La casa de Cothmann, anomenada Hexenbürgermeisterhaus (casa del burgmestre de les bruixes) avui dia és un museu, on s'exposa, entre d'altres, aquest episodi obscurantista de la història de la ciutat. L'arxiu de la ciutat conté encara molt documents sobre aquest jutjats. El 18 de juny de 2012, el consell municipal va rehabilitar les víctimes de la persecució i va erigir La pedra d'escàndol, en commemoració de Maria Rampendahl i totes les bruixes.

### Temps nous
Reduït a un paper de petita ciutat de mercat rural, no va poder restablir l'edat d'or de la passada època hanseàtica. Els comtes van instal·lar-se a Detmold, que en esdevenir ciutat de residència aviat va superar Lemgo en nombre d'habitants i pes econòmic. La indústria i el comerç de lli varen esdevenir insignificants, i les poques manufactures locals de carruatges, de pipes de sepiolita o de tabac no van tornar a conquerir una importància supraregional. L'establiment el 1664 de l'empremta dels germans Meyer, la futura Meyersche Hofbuchhandlung (llibreria de la cort dels Meyer) va tornar a crear una certa esplendor a la ciutat adormida. Al segle xviii va editar les llibres de viatge del lemgoà Engelbert Kaempfer sobre Pèrsia, Índia i Japó que van esdevenir un veritable èxit al món de parla alemanya.
La tradicional indústria del lli es va delocalitzar cap a Bielefeld i Osnabrück. Un primer refloriment modest va començar al segle xviii quan els Kracht, una vella nissaga de negociants lemgoans van tornar i construir dues fàbriques modernes. La construcció del ferrocarril el 1896 va desenclavar la ciutat i contribuir a una nova industrialització amb fàbriques I moltes empreses artesanals, a l'entorn de l'estació. Al costat de petites empreses, a la fi del segle xix hi havia sis fàbriques de mobles, dues d'encoixinats i set segadores, però malgrat això, l'atur quedava alt.

### Nacionalsocialisme i Segona Guerra Mundial
Des del 1933, el Partit Nacional Socialista dels Treballadors Alemanys (NSDAP) va purgar els socialistes i altres ciutadans «inadequats» de la vida pública, però va deixar el burgmeste Wilhelm Gräfer (1885-1945) en càrrec. Hi havia una resistència clandestina, de la qual el sastre Willy Langenberg (1910-1944) va ser una de les figures emblemàtiques.
A la nit dels vidres trencats la sinagoga de Lemgo va ser incendiada i les cases dels jueues van ser malmeses i les tombes als cementiri jueu van ser profanades i set monuments funeraris van ser destruïts. Al museu del Frenkelhaus hi ha una commemoració admonitòria a aquests esdeveniments. Del 65 jueus que vivien a Lemgo el 1933, els darreres 22 sobrevivents van ser deportats a Theresienstadt el 28 de juliol de 1942. Només tres van sobreviure l'holocaust.
A la primavera del 1945, la ciutat va quedar-se quasi indemne. El 3 d'abril de 1945 la segona divisió de l'Exèrcit dels Estats Units d'Amèrica va apropar-se des del sud de la ciutat. El capità Walter Heckmann i el general Paul Goerbig volien defensar la ciutat fins al darrere home. L'industrial Herbert Lüpke i el burgmestre Wilhelm Gräfer, ans al contrari van temptar de pactar la rendició. Quan tornaven van ser arrestats per Heckmann. Lüpke va poder escapar-se, però en un crim de la fase final Gräfer va ser condemnat a mort el 4 d'abril del 1945 en un judici sumaríssim i executat l'endemà per militants del Schutzstaffel (SS) a Bodenwerder, unes poques hores abans que les forces armades americanes van ocupar la ciutat. 603 soldats alemanys van ser capturats.

### El postguerra

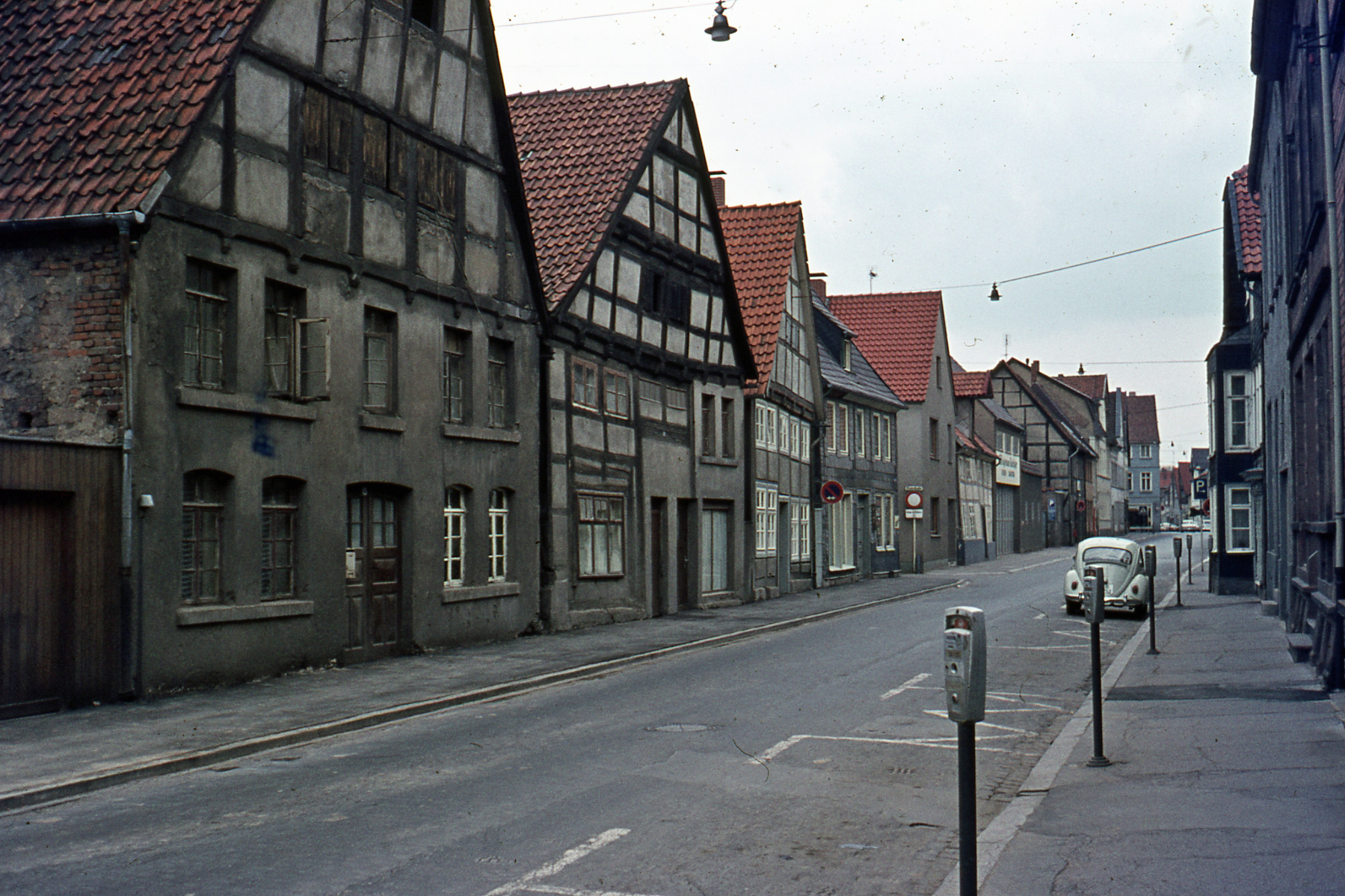
Carrer Echternstrasse el 1970

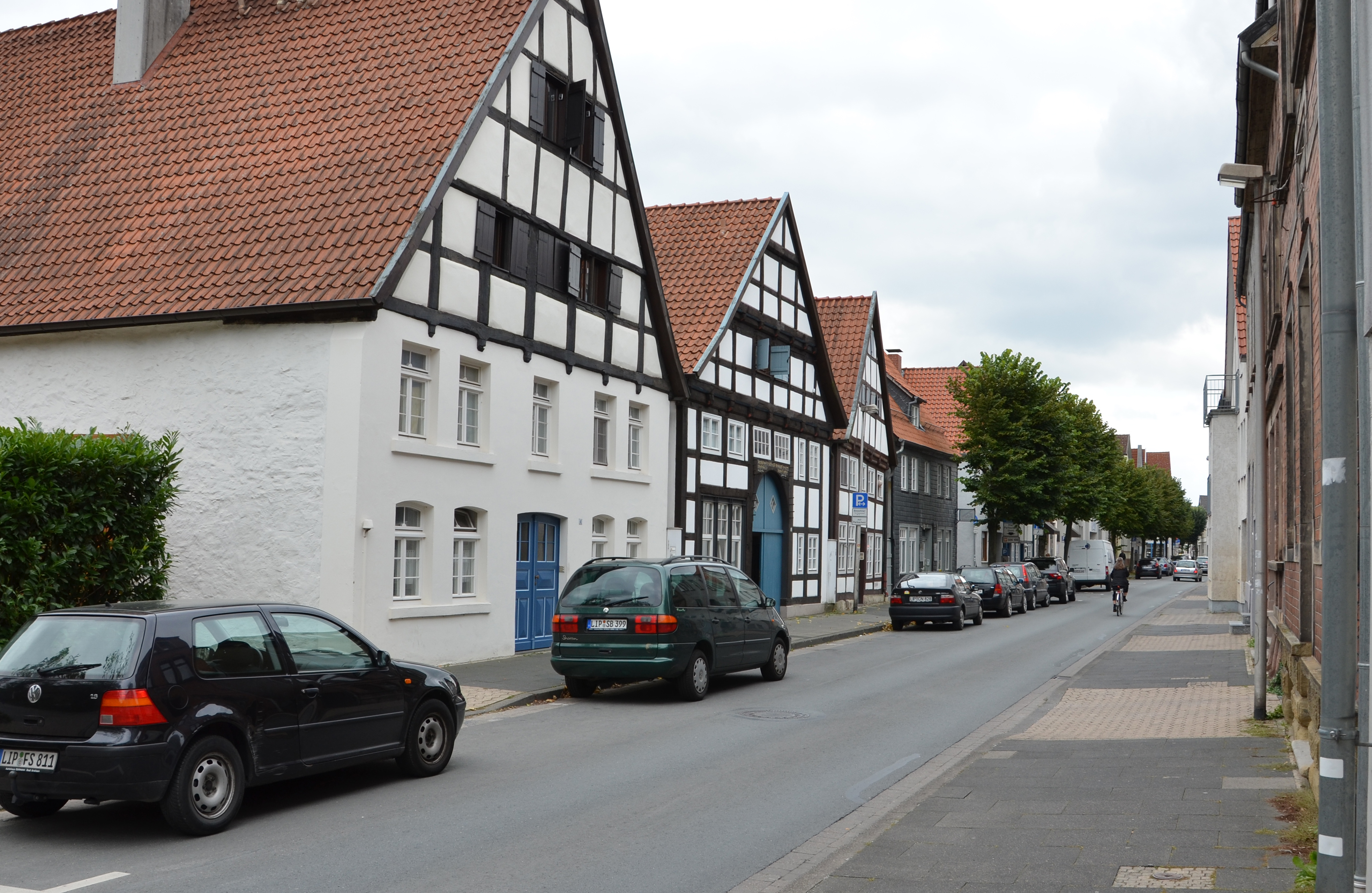
El mateix lloc, després la restauració el 2011

Després de la guerra, Lemgo va ser incorporat en al zona d'ocupació británica, sota l'ordre del comandant Harwey. L'exèrcit britànic va quedar-s'hi en la caserna Stornoway fins al 1993 quan la caserna britànica va tancar-se i transformar-se en habitatges. Als inicis dels anys 1950 la reindustrialització comença per unes fàbriques d'equipament elèctric i d'enllumenat i d'odontologia. El polígon prop de l'estació aviat va esdevenir massa petit i un polígon nou va crear-se al municipi de Lieme. De la indústria del moble tradicional, no va en quedar gairebé res. De 1939 a 1949 la població es va quasi doblar de 13.500 a 20.000, sobretot per l'arrivada de molts expulsats dels territoris a ponent de la Línia Oder-Neisse després del tractat de Potsdam dels quatre aliats del 1945. La fusió administrativa amb els municipis veïns del 1969 va pujar la població a 38.000 habitants.
La ciutat eixamplada va desenvolupar-se segons quatre eixos: indústria, ensenyament, cultura i turisme. La restauració del patrimoni històric va ser estimulada pel Verein Alt Lembo (Associació Vell Lemgo) que des del 1920 va començar a treure la coberta d'estuc, posada al segle xix a causa d'un canvi de gust, de les antigues façanes d'entramat de fusta. Tot i això, fins als anys 1970 encara desenes d'edificis històrics van ser enderrocats per crear pàrquings, per manca d'inspiració o per manca de mitjans per a sanejar-les.

## Geografia i economia

### Nuclis
La ciutat és el resultat de la fusió el 1969 amb els municipis de Brake, Brüntorf, Entrup,
Leese, Lieme, Lüerdissen, Matorf-Kirchheide, Vossheide, Wahmbeck, Welstorf i Wiembeck El 1970 els municipis d'Hörstmar i Trophagen passaren de l'antic districte de Detmold a Lemgo. Els districtes Detmold i Lemgo van fusionar el 1973 i formar el districte de Lippe. Lemgo va perdre el seu estatut de capital districtal.
| Nucli             | Habitants 31 de desembre de 2004 | Habitants 31 de desembre de 2006 | Habitants 31 de desembre de 2010 | Nuclis de Lemgo |
| ----------------- | -------------------------------- | -------------------------------- | -------------------------------- | --------------- |
| Lemgo             | 27.326                           | 27.699                           | 27.433                           | Nuclis de Lemgo |
| Brake             | 5.616                            | 5.203                            | 5.028                            | Nuclis de Lemgo |
| Brüntorf          | 737                              | 711                              | 717                              | Nuclis de Lemgo |
| Entrup            | 1.041                            | 1.000                            | 1.020                            | Nuclis de Lemgo |
| Hörstmar          | 1.481                            | 1.482                            | 1.433                            | Nuclis de Lemgo |
| Leese             | 632                              | 651                              | 671                              | Nuclis de Lemgo |
| Lieme             | 2.787                            | 2.827                            | 2.708                            | Nuclis de Lemgo |
| Lüerdissen        | 726                              | 731                              | 759                              | Nuclis de Lemgo |
| Matorf-Kirchheide | 1.492                            | 1.508                            | 1.539                            | Nuclis de Lemgo |
| Trophagen         | 203                              | 194                              | 205                              | Nuclis de Lemgo |
| Vossheide         | 1.286                            | 1.280                            | 1.308                            | Nuclis de Lemgo |
| Wahmbeck          | 910                              | 887                              | 879                              | Nuclis de Lemgo |
| Welstorf          | 207                              | 196                              | 205                              | Nuclis de Lemgo |
| Wiembeck          | 225                              | 217                              | 210                              | Nuclis de Lemgo |

La ciutat té quatre polígons industrials Grevenmarsch, West, Liemer Weg i Laubke. Al costat d'una plètora d'empreses artesanals locals, hi ha indústries majors als sectors de metal·lurgia, équip per dentisteria, fabricació de màquines i empreses de serveis.

## Llocs d'interès
- Casa de la vila amb un bust de Ramon Llull a la façana lateral.[20]
- Castell de Brake
- Església de Sant Nicolau
- Museu Hexenbürgermeisterhaus
- Castell de Wendlingshausen
- La Casa Frenkel sobre la història jueua de la ciutat
- La casa Junker, dedicada a l'artista Karl Junker (1850-1912)
- La reserva natural Vall del Bega
- La reserve natural Aiguamoll de Hardiss

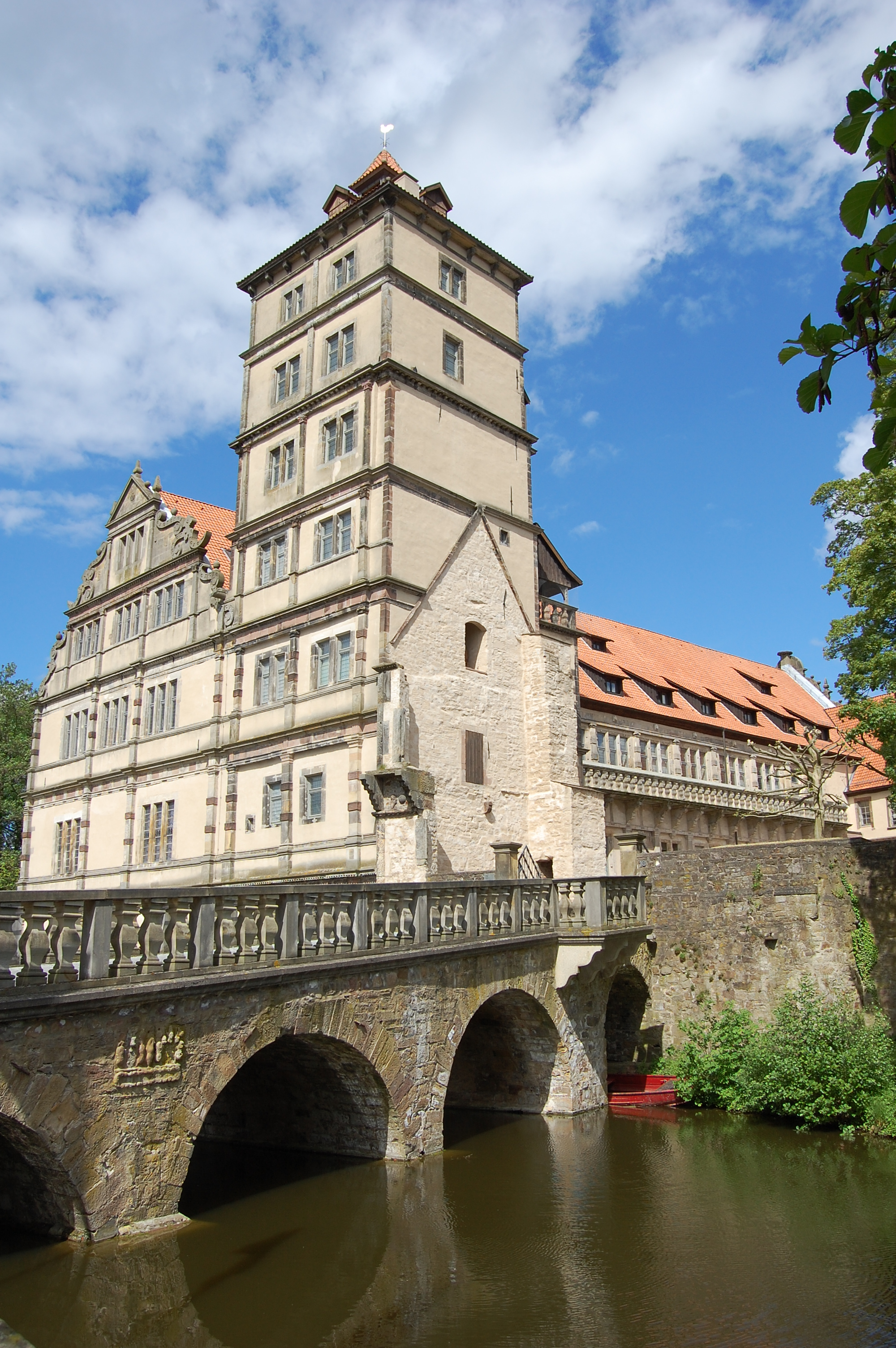
Castell de Brake
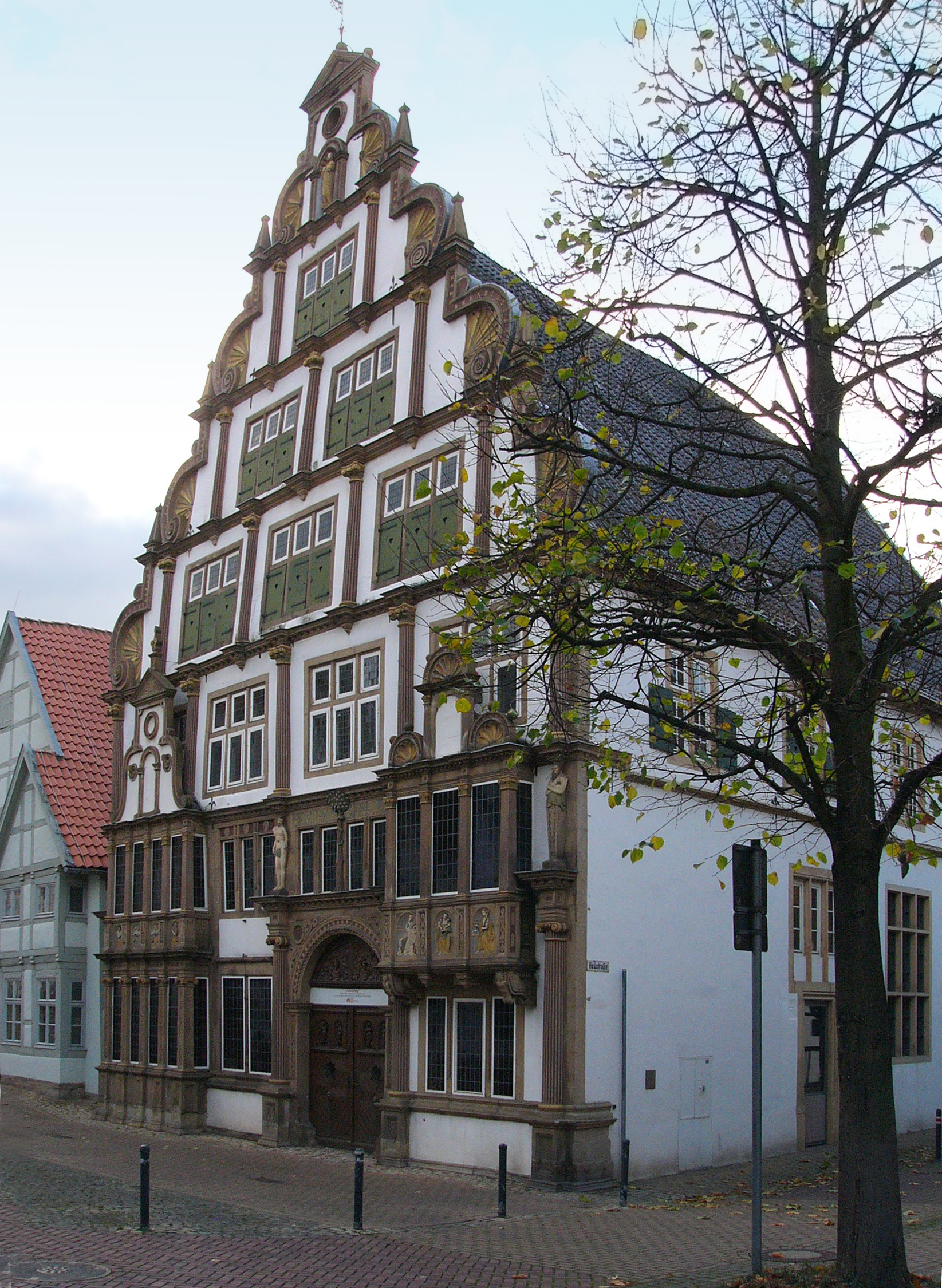
Museu Hexenbürger-meisterhaus
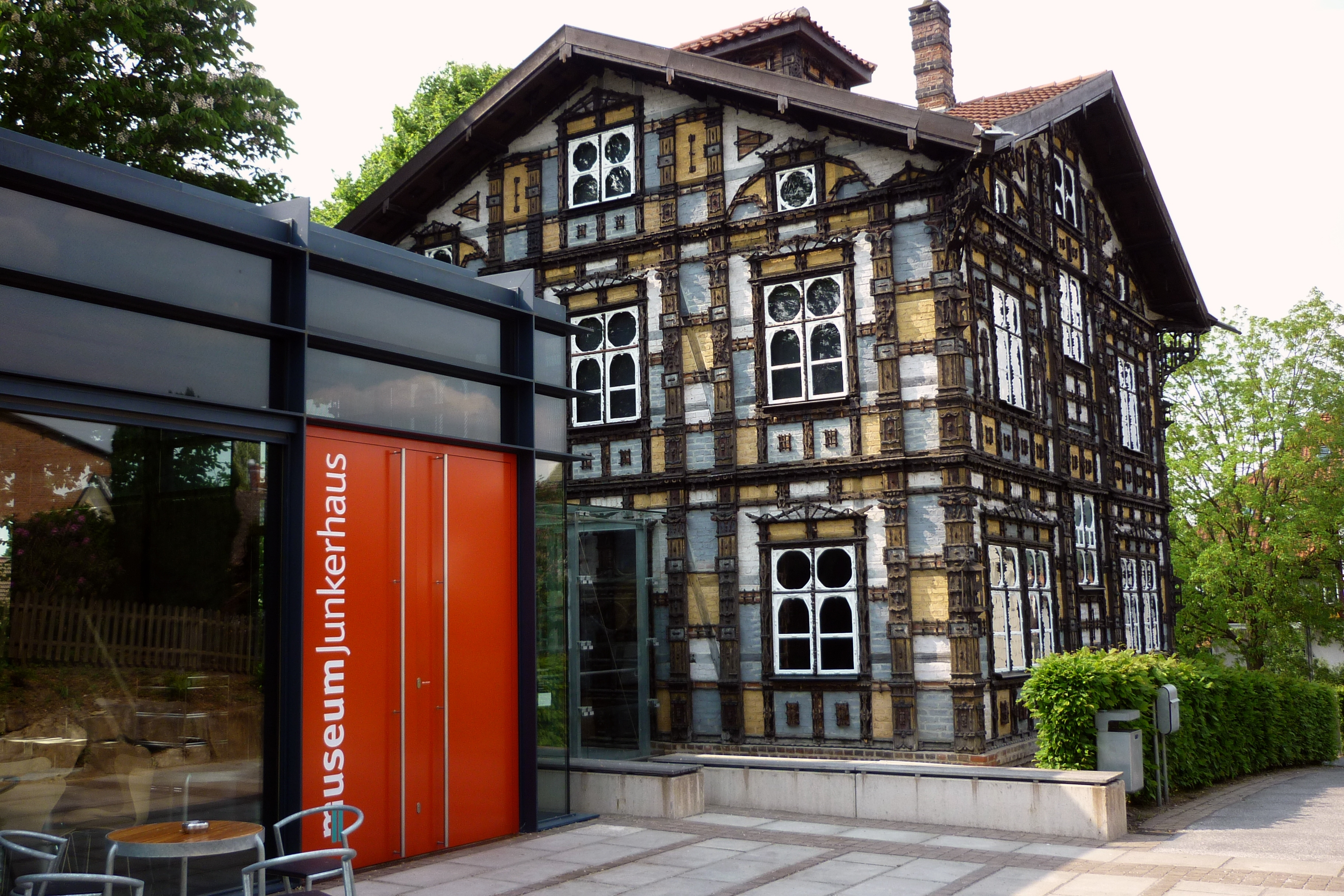
Museu Casa Junker (Junkerhaus)

## Persones
- Dorotea de Lippe-Brake (1633-1706), noble alemanya
- Kurt Student (1890-1978), general de la Luftwaffe

## Entitats
- TBV Lemgo, club d'handbol

## Agermanaments
- Vandoeuvre-lès-Nancy, Lorena (1978)[21]
- Beverley, East Riding de Yorkshire (1979)
- Stendal, Saxònia-Anhlat (1988)